# Progeny Debian
Progeny Componentized Linux, usualmente llamada Progeny Debian, es una Distribución Linux descontinuada que fue la continuación del proyecto Progeny Linux Systems, el cual lanzó un producto comercial conocido como Progeny Debian en mayo de 2001. Progeny Linux Systems anunció, en varios de sus hilos de listas de correo que cesarán las operaciones, y cerrarían su Página web.
Recientemente Runsolutions - Open Source It Consulting  ha adquirido los dominios componentizedlinux.com y componentizedlinux.org; su intención es continuar con el proyecto y el legado de Progeny.
Progeny Debian fue una alternativa a Debian 3.1, conocida como Sarge.
Además, estaba basada en el Linux Standard Base (LSB) 3.0, adoptando la tecnología de instalación Anaconda portada desde Red Hat, la Herramienta de Empaquetamiento Avanzado APT, y Discover. Progeny Debian se apuntaba para ser un modelo para desarrollar un sistema Linux basado en componentes.